# 211613 Christophelovis
211613 Christophelovis este o planetă minoră (asteroid) din centura de asteroizi. A fost descoperită pe 25 octombrie 2003 la Jura-Observatorium⁠(d) de Michel Ory⁠(d) și a fost numită după Christophe Lovis⁠(d). 
Obiectul prezintă o orbită caracterizată de o semiaxă mare de 2,5817942057846 UAi, o excentricitate de 0,2768838, o înclinație de 4,22155 ° în raport cu ecliptica.